# Пациора, Павел Павлович
Павел Павлович Пациора (9 [22] сентября 1906, Киевская губерния — 25 мая 1986) — советский учёный в области электрификации лесной промышленности, доктор технических наук, профессор, лауреат Сталинской премии (1949).

## Биография
Родился 9 (22) сентября 1906 г. в селе Будаевка (ст. Боярка) Киевской губернии в семье одинокой батрачки. Окончил Будаевскую семилетнюю единую трудовую школу (1922).
Чернорабочий на Боярских лесоразработках (1922—1924), пионервожатый железнодорожной школы № 12 (1924—1925). В 1925—1928 гг. секретарь, затем председатель Будаевского рабочкома Всеработземлеса и председатель кассы взаимопомощи, продавец хлеба в магазине, заведующий пекарней, заведующий сельбудом, управделами Будаевского райпарткома и райкома комсомола.
В 1928 г. избран заместителем председателя Будаевского сельсовета. В том же году направлен на учёбу в Киевский энергетический институт. В 1932 г. окончил его и был зачислен в аспирантуру при кафедре электрификации железных дорог.
В 1933 г. уехал в Архангельск и стал работать научным сотрудником в Северном научно-исследовательском институте электрификации лесной промышленности (СевНИИЭЛП), занимался вопросами механизации и электрификации трудоёмких и тяжёлых работ на лесозаготовках.
За создание первых лесозаготовительных передвижных электростанций и их внедрение в производство в 1935 г. присвоено учёное звание старшего научного сотрудника.
С 1937 года по совместительству заведующий кафедрой электротехники и электропривода Архангельского лесотехнического института.
В 1942 году отозван в Москву и назначен начальником топливо-энергетического отдела центрального аппарата Наркомлеса СССР, где работал до 1944 года.
С 1944 года заведующий кафедрой электротехники и электропривода Московского лесотехнического института. С 1949 года член научно-технического совета (НТС) Минлеспрома СССР. С 1968 г. председатель энергетической секции НТС, с 5 марта 1981 г. член бюро НТС Минлеспрома СССР.

## Награды и звания
Сталинская премия 1949 года — за разработку и внедрение в лесную промышленность новых типов электропил.
Награждён орденами Ленина (1961), «Знак Почёта» (1953), медалями, серебряной медалью ВДНХ (1962). Заслуженный деятель науки и техники РСФСР (1979).

## Научные труды
В 1960 году защитил докторскую диссертацию:
- Пути совершенствования техники лесозаготовок при передовой технологии производства : в 2-х т. : диссертация … доктора технических наук : 05.00.00. — Москва, 1955. — 421 с. : ил. + Прил. (94 с. ил.).

Сочинения:
- Электрифицированная лесосека и верхний склад [Текст] / П. П. Пациора, В. И. Левин, И. Г. Соловьев. — Архангельск : Архгиз, 1939. — 216 с. : ил., черт.; 23 см.
- Электропилы для валки и разделки леса [Текст] : (Конструкции и расчеты) / П. П. Пациора, Н. Ф. Руденко. — Москва ; Ленинград : Гослесбумиздат, 1952. — 324 с., 2 л. черт. : ил., черт.; 23 см.
- Применение электричества на лесозаготовках [Текст] / З. Б. Гинзбург, П. П. Пациора. — 2-е изд., перераб. — Москва ; Ленинград : Гослесбумиздат, 1959. — 320 с. : ил.; 22 см.
- Электростанции и подстанции на лесоразработках [Текст] : [Учебник для лесотехн. техникумов] / В. А. Алекторов, П. П. Пациора. — 2-е изд., перераб. — Москва ; Ленинград : Гослесбумиздат, 1960. — 411 с. : ил.; 23 см.
- Электростанции, подстанции и электросети на лесоразработках [Текст] : [Учебник для техникумов] / В. А. Алекторов, Б. С. Беляев, П. П. Пациора ; Под ред. проф. д-ра техн. наук М. Ф. Пояркова. — Москва ; Ленинград : Гослесбумиздат, 1953. — 632 с., 3 л. черт. : ил., черт.; 23 см.
- Электрооборудование лесоразработок с элементами автоматизации [Текст] : [Учеб. пособие для лесотехн. вузов и фак.] / Д-р техн. наук П. П. Пациора. — Москва : Лесная пром-сть, 1964. — 412 с., 1 л. схем. : ил.; 22 см.
- Электроснабжение лесозаготовительных предприятий [Текст] : [Учебник для техникумов лесной пром-сти] / П. П. Пациора, В. А. Алекторов, З. Б. Гинзбург. — Москва : Лесная пром-сть, 1969. — 310 с. : ил.; 22 см.
- Электрооборудование и электроснабжение лесопромышленных и деревообрабатывающих предприятий [Текст] : [Учеб. пособие для лесотехн. специальностей вузов] / П. П. Пациора, А. А. Пижурин, В. Р. Фергин. — Москва : Лесная пром-сть, 1971. — 279 с. : ил.; 22 см.
- Электрооборудование лесопромышленных и деревообрабатывающих предприятий : [Учеб. пособие для вузов по спец. «Лесоинж. дело»] / П. П. Пациора, Г. И. Кольниченко, В. А. Яковенко. — Москва : Лесн. пром-сть, 1981. — 191 с. : ил.; 22 см.